# Эвертц, Хуан Мигель Грегорио
Хуан Мигель Грегорио Эвертц (8 марта 1923, Кюрасао, Нидерландские Антильские острова — 30 апреля 2008, Кюрасао, Нидерландские Антильские острова) — политический деятель Нидерландских Антильских островов, премьер-министр Нидерландских Антильских островов в 1973—1977 годах.

## Биография
В 1949—1951 гг. — генеральный секретарь национального объединения портовых рабочих и моряков.
В 1952—1961 гг. — член островного Совета Кюросао, председатель отделения Национальной народной группы (NVP), одним из учредителей которой он являлся.
Одновременно в 1955—1960 гг. — министр финансов и жилищного строительства Кюросао.
В 1967—1973 — вновь член островного Совета Кюрасао, Rates.
В 1969 г. избирается членом парламента Нидерландских Антильских островов.
В 1973—1977 гг. — премьер-министр Нидерландских Антильских островов. Во время своего премьерства он открыто выступал против плана отделить Арубу от Нидерландских Антильских островов, утверждая, что это разрушит федерацию Антильских островов.
Открыто оппонировал премьер-министру Нидерландов Йопу ден Ойлу и возглавляемой им Партии труда, предлагавшему провозгласить независимость Нидерландских Антильских островов.
В 1979 году безуспешно баллотировался в парламент от партии Akshon.